# Jerome Allen
Jerome Byron Allen (Filadelfia, 28 gennaio 1973) è un ex cestista e allenatore di pallacanestro statunitense, professionista nella NBA e in Europa. Soprannominato "The chief", era un playmaker di 192 centimetri e circa 90 chili di peso.

## Carriera

### Giocatore
Iniziò a giocare nella natìa Filadelfia (Pennsylvania), praticando anche il football americano e cimentandosi nella boxe. Frequentò la Penn University, laureandosi in "strategic management". Ancora oggi è il leader di ogni epoca a Penn per assist (505) e recuperi (165) ed è il quinto realizzatore di tutti i tempi (1488 punti in quattro anni). Nel suo ultimo anno di NCAA, 1994-95, venne nominato Ivy Player of the Year, chiudendo con 14,1 punti e 5,8 assist di media a partita, e fu inoltre inserito per tre stagioni nel miglior quintetto della Ivy League.
Scelto dai Minnesota Timberwolves al secondo giro al draft NBA 1995, disputò con la squadra di Kevin Garnett 41 partite, registrando 2,6 punti a partita. Diventato free agent a metà stagione, finì agli Indiana Pacers per l'ultima parte del campionato 1995-96. Nella stagione successiva si divise tra i Pacers e i Denver Nuggets, rimanendo però ai margini della rotazione dei giocatori.
Nella stagione 1998-99, dopo una comparsata ai Milwaukee Bucks, volò in Europa per giocare con il Limoges nel campionato francese.
Nel 2000 approdò per la prima volta in Italia vestendo la maglia di Roma, sfiorando i 15 punti di media e aggiungendoci 5,6 rimbalzi e 4,6 assist. Rimase nella capitale per un altro anno, prima di passare alla Snaidero Udine per una stagione. Da qui il trasferimento a Napoli, dove resterà nel biennio 2003-2005 centrando entrambe le volte l'obiettivo play-off coi partenopei. Nell'estate 2005 avvenne il ritorno in canotta udinese, che vestì per ulteriori due anni e mezzo, intervallati dalle due brevi parentesi in Russia alla Dinamo San Pietroburgo (che lasciò senza poter disputare nemmeno una partita a causa del ritiro della squadra per problemi economici) e in Grecia al PAOK Salonicco.
Il 31 ottobre 2008 venne ufficializzato l'accordo con il Veroli Basket, squadra del campionato italiano di Legadue dove sostituì fino all'8 febbraio 2009 il playmaker Dawan Robinson. Il 12 febbraio 2009 firmò il suo terzo ritorno tra le file della Snaidero Pallalcesto Amatori Udine dove cercò l'impresa di raggiungere una difficilissima salvezza, senza riuscirci.
Nel febbraio del 2009 venne inserito nella Hall of Fame della University of Pennsylvania.

### Allenatore
Il 6 aprile 2009 divenne giocatore-allenatore della Snaidero Udine sostituendo Romeo Sacchetti. Non possedendo il patentino da allenatore, il ruolo venne formalmente ricoperto da Mario Blasone.
Dal 27 agosto 2009 entrò nello staff tecnico della Pennsylvania University di Philadelphia in qualità di "assistant coach", diventando allenatore ad interim dal 14 dicembre dello stesso anno in seguito al licenziamento di coach Glen Miller.

## Palmarès

### Giocatore
- Supercoppa italiana: 1

Virtus Roma: 2000
- MVP Supercoppa italiana: 1

Virtus Roma: 2000